# Crunch (musculation)
Pour les articles homonymes, voir Crunch.

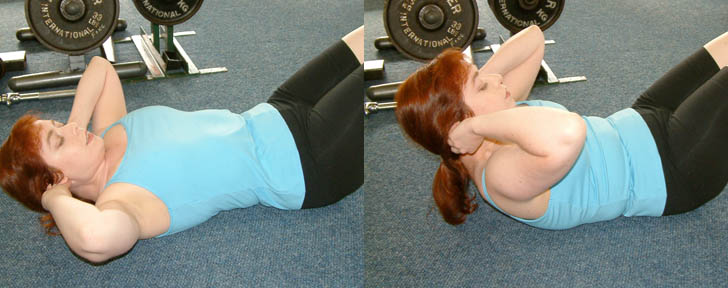
Le crunch en deux étapes

Le crunch, ou enroulement vertébral, est l'un des exercices de musculation des abdominaux les plus pratiqués. Il fait surtout travailler le muscle droit de l'abdomen.

## Exercice
Pour réaliser un crunch, on s'allonge au sol sur le dos avec les genoux pliés et les pieds posés à plat. On commence par courber les coudes vers le bassin. Les mains doivent être croisées sur le thorax. Le risque, cependant, est de se blesser au niveau des vertèbres cervicales en tirant la tête ou la nuque avec ses mains, ou au niveau des vertèbres lombaires en essayant de redresser le buste trop haut.

## Alternatives
Les exercices de crunch peuvent être effectués sur des boules d'exercice. On peut également utiliser des poids, notamment sous le menton, pour augmenter l'effort musculaire. Une plus grande distance peut également augmenter la charge sur les abdominaux, et donc l'effort fourni.
Inventé par le professeur de biomécanique Stuart McGill, le curl-up est parfois considéré comme une alternative moins risquée au crunch, et diffère du sit-up (en),. McGill s'appuie sur des études qu'il a menées, et qui montreraient, selon lui, que le crunch peut avoir des effets négatifs sur le dos, notamment sur ceux qui ont déjà été blessés à cet endroit.
En 2009, le blog santé du New York Times s'est exprimé sur le sujet :

« lors d'un crunch sûr, on commence par se coucher, un genou plié, et les mains positionnées derrière le bas du dos en support. « Ne pressez pas votre estomac ou votre dos contre le sol », dit McGill. Soulevez doucement votre tête et vos coudes, tenez brièvement et relâchez ensuite. »

Si les exercices tels que le sit-up ou le crunch permettent de muscler les abdominaux, ils n'ont en revanche que peu d'influence sur l'élimination de la graisse. Se forger un « pack de six » requiert à la fois une hypertrophie des muscles abdominaux et une perte de la graisse stockée dans l'abdomen, ce que l'on ne peut obtenir qu'en perdant de la graisse, c'est-à-dire en améliorant en priorité son alimentation et en restant physiquement actif au quotidien, au besoin en suivant un programme de renforcement musculaire complet (et pas seulement pour les abdominaux). En effet, en pratique, il est impossible de cibler efficacement la perte de masse graisseuse d'une zone spécifique, même en effectuant un travail d'endurance musculaire (séries longues, charges faibles et récupération courte entre les séries) sur cette zone.

## Différences entre un crunch et un sit-up

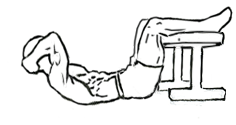
Dans un crunch, le bas du dos ne quitte pas le sol.

Contrairement au mouvement sit-up (en), un crunch correctement réalisé ne fait pas quitter le sol au bas du dos. Cette différence permettrait d'éviter tout effort aux muscles fléchisseurs de la hanche, ce qui fait du crunch un exercice dont l'effort est spécialement consacré aux abdominaux. Pour augmenter la difficulté de l'exercice, on peut s'allonger sur un banc incliné et/ou mettre un poids sur le thorax (mais ne rien mettre sur la tête contrairement à ce qu'on dit, car cela solliciterait le cou. Cela peut être très mauvais pour le cou).

## Contre-indications
Chez les femmes, les crunchs peuvent être à l'origine d'une incontinence urinaire et d'une descente d'organes. Tandis que chez les hommes, les crunchs peuvent faire apparaître une hernie inguinale.
En 2015, il a été révélé que l'armée américaine a remplacé les crunchs et sit-ups par la planche à cause des problèmes de dos.